# Unabhängige Olympiateilnehmer

Meist wird für unabhängige Olympiateilnehmer die olympische Flagge gehisst

Der Begriff unabhängige Olympiateilnehmer (englisch Independent Olympic Athletes oder Independent Olympic Participants) wird bei Olympischen Spielen verwendet, um ein Team oder einzelne Sportlerinnen oder Sportler zu bezeichnen, die antreten, ohne eine Nation zu repräsentieren. Dies kann theoretisch vorkommen, wenn ihr Herkunftsland unbekannt ist oder wenn es von der Teilnahme an Olympischen Spielen ausgeschlossen ist. Das Mannschaftskürzel für diese Teilnehmer ist „IOP“ (Independent Olympic Participants) oder „IOA“ (Independent Olympic Athletes bzw. bei den Spielen 2000 Individual Olympic Athletes).

## Olympische Sommerspiele 1992 (IOP)
Bei den Olympischen Sommerspielen 1992 in Barcelona stand Jugoslawien, das nur noch aus den Republiken Serbien und Montenegro bestand, unter Sanktionen der Vereinten Nationen. Diese verboten die Teilnahme von „Personen […] die […] Jugoslawien repräsentieren“ an Sportwettkämpfen. Dennoch einigten sich IOC und NOK darauf, dass einzelne jugoslawische Sportlerinnen und Sportler als „unabhängige Teilnehmer“ antreten durften. Dies wurde von der UNO akzeptiert. Ebenfalls als unabhängige Olympiateilnehmer starten konnten Athleten aus Mazedonien, dessen NOK erst 1993 anerkannt wurde. Insgesamt starteten 58 unabhängige Teilnehmer (39 Männer und 19 Frauen) aus dem ehemaligen Jugoslawien.
Drei unabhängige Athleten gewannen Medaillen bei Schießwettbewerben:
- Jasna Šekarić, Silber, Luftpistole der Frauen
- Aranka Binder, Bronze, Luftgewehr der Frauen
- Stevan Pletikosić, Bronze, Kleinkaliber liegend der Männer

## Olympische Sommerspiele 2000 (IOA)
An den Olympischen Sommerspielen 2000 in Sydney nahmen vier Sportler (drei Männer und eine Frau) aus Osttimor teil. Da das Gebiet noch unter Verwaltung der UNO stand, und der Staat erst 2002 anerkannt wurde, marschierten sie als vorletzte Mannschaft unter der Flagge des IOC ein, die vom Boxer Victor Ramos getragen wurde.

## Olympische Sommerspiele 2012 (IOA)
Bei den Olympischen Sommerspielen 2012 in London ergab sich in zwei Fällen eine Situation, die zum Status unabhängiger Teilnehmer führte. Dem NOK der Niederländischen Antillen war durch die Eingliederung der Inselgruppe in die Niederlande die Rechtsgrundlage entzogen. Jedoch konnten insgesamt drei Athleten, die sich für die Olympischen Spiele qualifiziert hatten, an diesen teilnehmen.
In dem 2011 unabhängig gewordenen Staat Südsudan bestanden noch keine Sportinfrastruktur und kein Nationales Olympisches Komitee. Der in den USA lebende Marathonläufer Guor Marial hatte sich jedoch für die Wettkämpfe in London qualifiziert und startete als unabhängiger Teilnehmer.

## Olympische Winterspiele 2014 (IOP)
Bei den Olympischen Winterspielen 2014 in Sotschi gingen die drei indischen Teilnehmer als unabhängige Teilnehmer an den Start. Diese Situation ergab sich, weil das dortige Nationale Olympische Komitee durch das IOC suspendiert wurde, um Einmischungen durch die Politik zu ahnden. Am 11. Februar 2014 wurde die Suspendierung mit sofortiger Wirkung aufgehoben, sodass die Athleten in den weiteren Wettkämpfen unter der Fahne Indiens starten durften. Das war das erste Mal, dass das IOC die Suspendierung eines Nationalen Olympischen Komitees während Olympischer Spiele aufgehoben hat.

## Olympische Sommerspiele 2016 (IOA)
Bei den Olympischen Sommerspielen 2016 in Rio nahmen Sportler aus Kuwait aufgrund der Sperrung des NOK Kuwaits als unabhängige Teilnehmer teil.
In diesem Fall waren neun Athleten (darunter eine Frau) von der Regelung betroffen. Zwei unabhängige Athleten gewannen Medaillen bei Schießwettbewerben mit der Wurfscheibe:
- Fehaid al-Deehani, Gold, Doppeltrap
- Abdullah al-Rashidi, Bronze, Skeet

Das IOC schuf eine Mannschaft für Flüchtlinge, die unter neutraler Flagge an den Start gehen konnten.

## Olympische Winterspiele 2018
Für die Olympischen Winterspiele 2018 in Pyeongchang wurde Russland vom IOC gesperrt, aber unbelastete Athleten aus Russland durften unter neutraler Flagge an den Start gehen. Sie starteten unter dem Kürzel OAR (Olympic Athletes from Russia).

## Olympische Sommerspiele 2020
Für die Olympischen Sommerspiele 2020 in Tokio wurde Russland vom IOC gesperrt, aber unbelastete Athleten aus Russland durften unter neutraler Flagge an den Start gehen. Sie starteten unter dem Kürzel ROC (Russian Olympic Committee).

## Olympische Sommerspiele 2024
Zu den Olympischen Sommerspielen 2024 in Paris durften Russland und Belarus wegen des bis dahin bereits seit 2 Jahren von diesen Ländern ausgehenden Krieges gegen die Ukraine nicht als nationale Olympiateams antreten, aber eine Auswahl einzelner Athleten aus Russland und Belarus konnten als „Individuelle Neutrale Athleten“ starten, unter dem Kürzel AIN. Die ersten Medaillen dieser Startergruppe holten ein Belarusse und eine Belarussin im Trampolinspringen. In den presseüblichen Medaillenspiegeln tauchten ihre Medaillen auch unter „AIN“ nicht auf, was wegen der vom IOC erfolgten Einladungen und angenommenen Bewerbungen von AIN verwunderlich ist: Medaillengewinne hochoffizieller Teilnehmer und Teilnehmerinnen, welche in der üblichen veröffentlichten Statistik aber verschwiegen werden.